# أولريش فيلينغ
أولريش فيلينغ (Ulrich Wehling) هو لاعب أولمبي لرياضة إسكندنافية ثنائية من ألمانيا الشرقية. شارك في الأولمبياد الشتوي في 1972–1980، وفاز بما مجموعه 3 ميداليات.

## الميداليات
| ذهب | فضة | برونز | المجموع |
| 3   | 0   | 0     | 3       |

## روابط خارجية
- أولريش فيلينغ على موقع الاتحاد الدولي للتزلج (التزلج النوردي المزدوج) (الإنجليزية)
- أولريش فيلينغ على موقع أوليمبيديا (الإنجليزية)